# Judô nos Jogos Olímpicos de Verão de 2012 - Mais de 100 kg masculino
A categoria mais de 100 kg masculino do judô nos Jogos Olímpicos de Verão de 2012 foi disputada no dia 3 de agosto no ExCeL, em Londres.

## Formato da competição
A competição é em sistema de eliminatória simples que determina os finalistas que disputam a medalha de ouro. Os derrotados nas quartas de final competem em dois torneios de repescagem. Os vencedores deste torneio enfrentam os perdedores da semifinal na disputa por duas medalha de bronze. Em caso de empate, a luta tem uma prorrogação de três minutos, e vence aquele conseguir a primeira pontuação. 

## Calendário
Horário local (UTC+1).
| Dia         | Horário          | Fase                             |
| ----------- | ---------------- | -------------------------------- |
| 3 de agosto | 9:30 14:00 16:10 | Qualificatórias Semifinais Final |

## Medalhistas
| Ouro   | FRA Teddy Riner                     |
| Prata  | RUS Alexander Mikhaylin             |
| Bronze | BRA Rafael Silva GER Andreas Tölzer |

## Resultados

### Chave A
|  | Primeira rodada        | Primeira rodada        | Primeira rodada |  |  | Oitavas de final     | Oitavas de final     | Oitavas de final  |      |                 | Quartas de final | Quartas de final | Quartas de final |
|  |                        |                        |                 |  |  |                      |                      |                   |      |                 |                  |                  |                  |
|  | FRA Teddy Riner        | FRA Teddy Riner        | 010             |  |  |                      |                      |                   |      |                 |                  |                  |                  |
|  | POL Janusz Wojnarowicz | POL Janusz Wojnarowicz | 0003            |  |  | FRA Teddy Riner      | FRA Teddy Riner      | 101               |      |                 |                  |                  |                  |
|  | TUN Faicel Jaballah    | TUN Faicel Jaballah    | 001             |  |  | TUN Faicel Jaballah  | TUN Faicel Jaballah  | 0002              |      |                 |                  |                  |                  |
|  | KAZ Yerzhan Shynkeyev  | KAZ Yerzhan Shynkeyev  | 0001            |  |  |                      |                      |                   |      | FRA Teddy Riner | FRA Teddy Riner  | 100              |                  |
|  | CUB Óscar Brayson      | CUB Óscar Brayson      | 100             |  |  |                      | CUB Óscar Brayson    | CUB Óscar Brayson | 0001 |                 |                  |                  |                  |
|  | EST Martin Padar       | EST Martin Padar       | 0001            |  |  | CUB Óscar Brayson    | CUB Óscar Brayson    | 100               |      |                 |                  |                  |                  |
|  | GUM Ricardo Blas Jr.   | GUM Ricardo Blas Jr.   | 101             |  |  | GUM Ricardo Blas Jr. | GUM Ricardo Blas Jr. | 0001              |      |                 |                  |                  |                  |
|  | GUI Facinet Keita      | GUI Facinet Keita      | 0002            |  |  |                      |                      |                   |      |                 |                  |                  |                  |
|  |                        |                        |                 |  |  |                      |                      |                   |      |                 |                  |                  |                  |
|  |                        |                        |                 |  |  |                      |                      |                   |      |                 |                  |                  |                  |

### Chave B

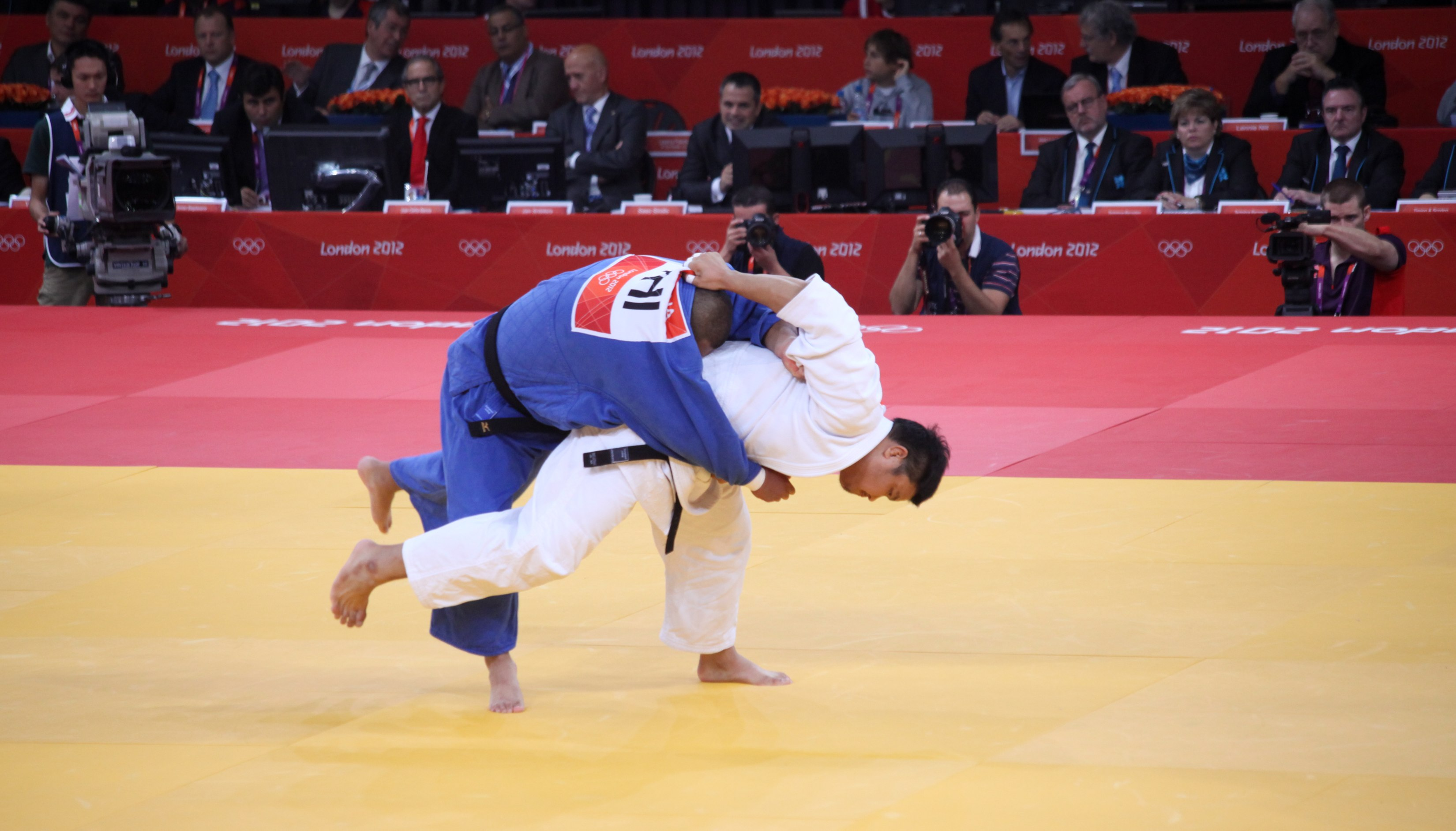
Confronto entre Hoshina e Kim na primeira rodada.

|  | Primeira rodada          | Primeira rodada          | Primeira rodada |  |  | Oitavas de final   | Oitavas de final   | Oitavas de final |      |                  | Quartas de final | Quartas de final | Quartas de final |
|  |                          |                          |                 |  |  |                    |                    |                  |      |                  |                  |                  |                  |
|  | EGY Islam El Shehaby     | EGY Islam El Shehaby     | 0002            |  |  |                    |                    |                  |      |                  |                  |                  |                  |
|  | BLR Ihar Makarau         | BLR Ihar Makarau         | 0021            |  |  | BLR Ihar Makarau   | BLR Ihar Makarau   | 0011             |      |                  |                  |                  |                  |
|  | JPN Daiki Kamikawa       | JPN Daiki Kamikawa       | 100             |  |  | JPN Daiki Kamikawa | JPN Daiki Kamikawa | 0001             |      |                  |                  |                  |                  |
|  | GUA Darrel Castillo      | GUA Darrel Castillo      | 000             |  |  |                    |                    |                  |      | BLR Ihar Makarau | BLR Ihar Makarau | 0002             |                  |
|  | KOR Kim Sung-min         | KOR Kim Sung-min         | 100             |  |  |                    | KOR Kim Sung-min   | KOR Kim Sung-min | 0011 |                  |                  |                  |                  |
|  | PHI Tomohiko Hoshina     | PHI Tomohiko Hoshina     | 000             |  |  | KOR Kim Sung-min   | KOR Kim Sung-min   | 0020             |      |                  |                  |                  |                  |
|  | SLO Matjaž Ceraj         | SLO Matjaž Ceraj         | 0021            |  |  | SLO Matjaž Ceraj   | SLO Matjaž Ceraj   | 0001             |      |                  |                  |                  |                  |
|  | UKR Stanislav Bondarenko | UKR Stanislav Bondarenko | 0002            |  |  |                    |                    |                  |      |                  |                  |                  |                  |
|  |                          |                          |                 |  |  |                    |                    |                  |      |                  |                  |                  |                  |
|  |                          |                          |                 |  |  |                    |                    |                  |      |                  |                  |                  |                  |

### Chave C
|  | Primeira rodada           | Primeira rodada           | Primeira rodada |  |  | Oitavas de final      | Oitavas de final      | Oitavas de final |      |                    | Quartas de final   | Quartas de final | Quartas de final |
|  |                           |                           |                 |  |  |                       |                       |                  |      |                    |                    |                  |                  |
|  | GER Andreas Tölzer        | GER Andreas Tölzer        | 0201            |  |  |                       |                       |                  |      |                    |                    |                  |                  |
|  | GEO Adam Okruashvili      | GEO Adam Okruashvili      | 0003            |  |  | GER Andreas Tölzer    | GER Andreas Tölzer    | 1000             |      |                    |                    |                  |                  |
|  | ROU Vlăduț Simionescu     | ROU Vlăduț Simionescu     | 1001            |  |  | ROU Vlăduț Simionescu | ROU Vlăduț Simionescu | 0000             |      |                    |                    |                  |                  |
|  | KGZ Iurii Krakovetskii    | KGZ Iurii Krakovetskii    | 0001            |  |  |                       |                       |                  |      | GER Andreas Tölzer | GER Andreas Tölzer | 0011             |                  |
|  | HUN Barna Bor             | HUN Barna Bor             | 001             |  |  |                       | HUN Barna Bor         | HUN Barna Bor    | 0002 |                    |                    |                  |                  |
|  | NED Luuk Verbij           | NED Luuk Verbij           | 0002            |  |  | HUN Barna Bor         | HUN Barna Bor         | 100              |      |                    |                    |                  |                  |
|  | IRI Mohammad Reza Roudaki | IRI Mohammad Reza Roudaki | 000             |  |  | MAR El Mehdi Malki    | MAR El Mehdi Malki    | 000              |      |                    |                    |                  |                  |
|  | MAR El Mehdi Malki        | MAR El Mehdi Malki        | 100             |  |  |                       |                       |                  |      |                    |                    |                  |                  |
|  |                           |                           |                 |  |  |                       |                       |                  |      |                    |                    |                  |                  |
|  |                           |                           |                 |  |  |                       |                       |                  |      |                    |                    |                  |                  |

### Chave D

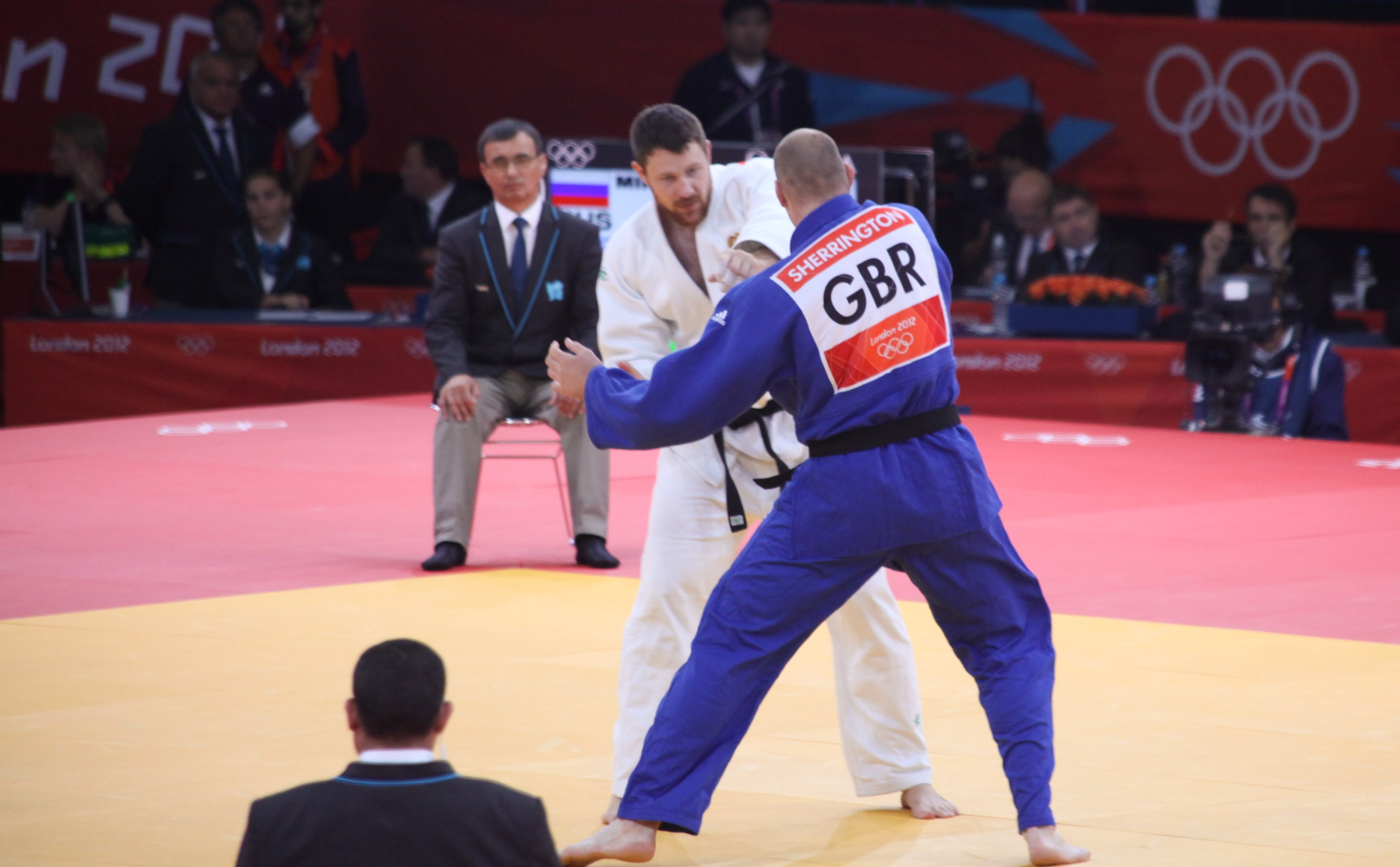
Mikhaylin e Sherrington se enfrentaram nas oitavas de final.

|  | Primeira rodada             | Primeira rodada             | Primeira rodada |  |  | Oitavas de final            | Oitavas de final            | Oitavas de final        |      |                  | Quartas de final | Quartas de final | Quartas de final |
|  |                             |                             |                 |  |  |                             |                             |                         |      |                  |                  |                  |                  |
|  | BRA Rafael Silva            | BRA Rafael Silva            | 100             |  |  |                             |                             |                         |      |                  |                  |                  |                  |
|  | ISL Þormóður Jónsson        | ISL Þormóður Jónsson        | 000             |  |  | BRA Rafael Silva            | BRA Rafael Silva            | 1001                    |      |                  |                  |                  |                  |
|  | VAN Nazario Fiakaifonu      | VAN Nazario Fiakaifonu      | 000             |  |  | LTU Marius Paškevičius      | LTU Marius Paškevičius      | 0001                    |      |                  |                  |                  |                  |
|  | LTU Marius Paškevičius      | LTU Marius Paškevičius      | 100             |  |  |                             |                             |                         |      | BRA Rafael Silva | BRA Rafael Silva | 0001             |                  |
|  | RUS Alexander Mikhaylin     | RUS Alexander Mikhaylin     | 100             |  |  |                             | RUS Alexander Mikhaylin     | RUS Alexander Mikhaylin | 0001 |                  |                  |                  |                  |
|  | COD Cédric Mandembo         | COD Cédric Mandembo         | 000             |  |  | RUS Alexander Mikhaylin     | RUS Alexander Mikhaylin     | 0011                    |      |                  |                  |                  |                  |
|  | GBR Christopher Sherrington | GBR Christopher Sherrington | 100             |  |  | GBR Christopher Sherrington | GBR Christopher Sherrington | 0001                    |      |                  |                  |                  |                  |
|  | AUS Jake Andrewartha        | AUS Jake Andrewartha        | 000             |  |  |                             |                             |                         |      |                  |                  |                  |                  |
|  |                             |                             |                 |  |  |                             |                             |                         |      |                  |                  |                  |                  |
|  |                             |                             |                 |  |  |                             |                             |                         |      |                  |                  |                  |                  |

### Repescagem
|  | Primeira rodada   | Primeira rodada   | Primeira rodada |  |  | Disputa do bronze  | Disputa do bronze  | Disputa do bronze |
|  |                   |                   |                 |  |  |                    |                    |                   |
|  | CUB Óscar Brayson | CUB Óscar Brayson | 000             |  |  |                    |                    |                   |
|  | BLR Ihar Makarau  | BLR Ihar Makarau  | 1001            |  |  | BLR Ihar Makarau   | BLR Ihar Makarau   | 0001              |
|  |                   |                   |                 |  |  | GER Andreas Tölzer | GER Andreas Tölzer | 100               |
|  |                   |                   |                 |  |  |                    |                    |                   |
|  |                   |                   |                 |  |  |                    |                    |                   |
|  |                   |                   |                 |  |  |                    |                    |                   |
|  |                   |                   |                 |  |  |                    |                    |                   |

|  | Primeira rodada  | Primeira rodada  | Primeira rodada |  |  | Disputa do bronze | Disputa do bronze | Disputa do bronze |
|  |                  |                  |                 |  |  |                   |                   |                   |
|  | HUN Barna Bor    | HUN Barna Bor    | 0001            |  |  |                   |                   |                   |
|  | BRA Rafael Silva | BRA Rafael Silva | 0001            |  |  | BRA Rafael Silva  | BRA Rafael Silva  | 0011              |
|  |                  |                  |                 |  |  | KOR Kim Sung-min  | KOR Kim Sung-min  | 0002              |
|  |                  |                  |                 |  |  |                   |                   |                   |
|  |                  |                  |                 |  |  |                   |                   |                   |
|  |                  |                  |                 |  |  |                   |                   |                   |
|  |                  |                  |                 |  |  |                   |                   |                   |

### Finais
|  | Semifinal               | Semifinal               |      |  | Final           | Final |  |
|  |                         |                         |      |  |                 |       |  |
|  |                         |                         |      |  |                 |       |  |
|  | FRA Teddy Riner         | 010                     |      |  |                 |       |  |
|  | KOR Kim Sung-min        | 0003                    |      |  |                 |       |  |
|  |                         |                         |      |  |                 |       |  |
|  |                         |                         |      |  |                 |       |  |
|  |                         |                         |      |  | FRA Teddy Riner | 0101  |  |
|  |                         | RUS Alexander Mikhaylin | 0003 |  |                 |       |  |
|  |                         |                         |      |  |                 |       |  |
|  |                         |                         |      |  |                 |       |  |
|  |                         |                         |      |  |                 |       |  |
|  |                         |                         |      |  |                 |       |  |
|  | GER Andreas Tölzer      | 0002                    |      |  |                 |       |  |
|  | RUS Alexander Mikhaylin | 0011                    |      |  |                 |       |  |